# Neozephyrus coruscans
Neozephyrus coruscans är en fjärilsart som beskrevs av John Henry Leech 1893. Neozephyrus coruscans ingår i släktet Neozephyrus och familjen juvelvingar. Inga underarter finns listade i Catalogue of Life.